# Phlegra Montes
Die Phlegra Montes sind ein Gebirgsmassiv auf dem Mars, das sich über mehrere hundert Kilometer vom nordöstlichen Teil der Elysium-Vulkanregion (zwischen 30 und 50 Grad nördlicher Breite) bis weit in die nördliche Tiefebene erstreckt. Die Gebirgsgruppe besteht aus einer Vielzahl sanfter Hügel und Bergrücken, deren Entstehung auf einen tektonischen Ursprung zurückgeführt wird, also Spannungen in der Marskruste zur Ursache hat.